# Begonia andina
Begonia andina là một loài thực vật có hoa trong họ Thu hải đường. Loài này được Rusby mô tả khoa học đầu tiên năm 1912.